# Sami El-Sheshini
Sami El-Sheshini (in arabo وليد صلاح عبد اللطيف‎?; 23 gennaio 1972) è un ex calciatore egiziano, di ruolo difensore.

## Carriera

### Club
Ha giocato nel campionato egiziano e kuwaitiano.

### Nazionale
Con la maglia della Nazionale egiziana ha collezionato 15 presenze e vinto la Coppa d'Africa nel 1998.

## Palmarès

### Nazionale
- Coppa d'Africa: 1

1998